# Gruve 7

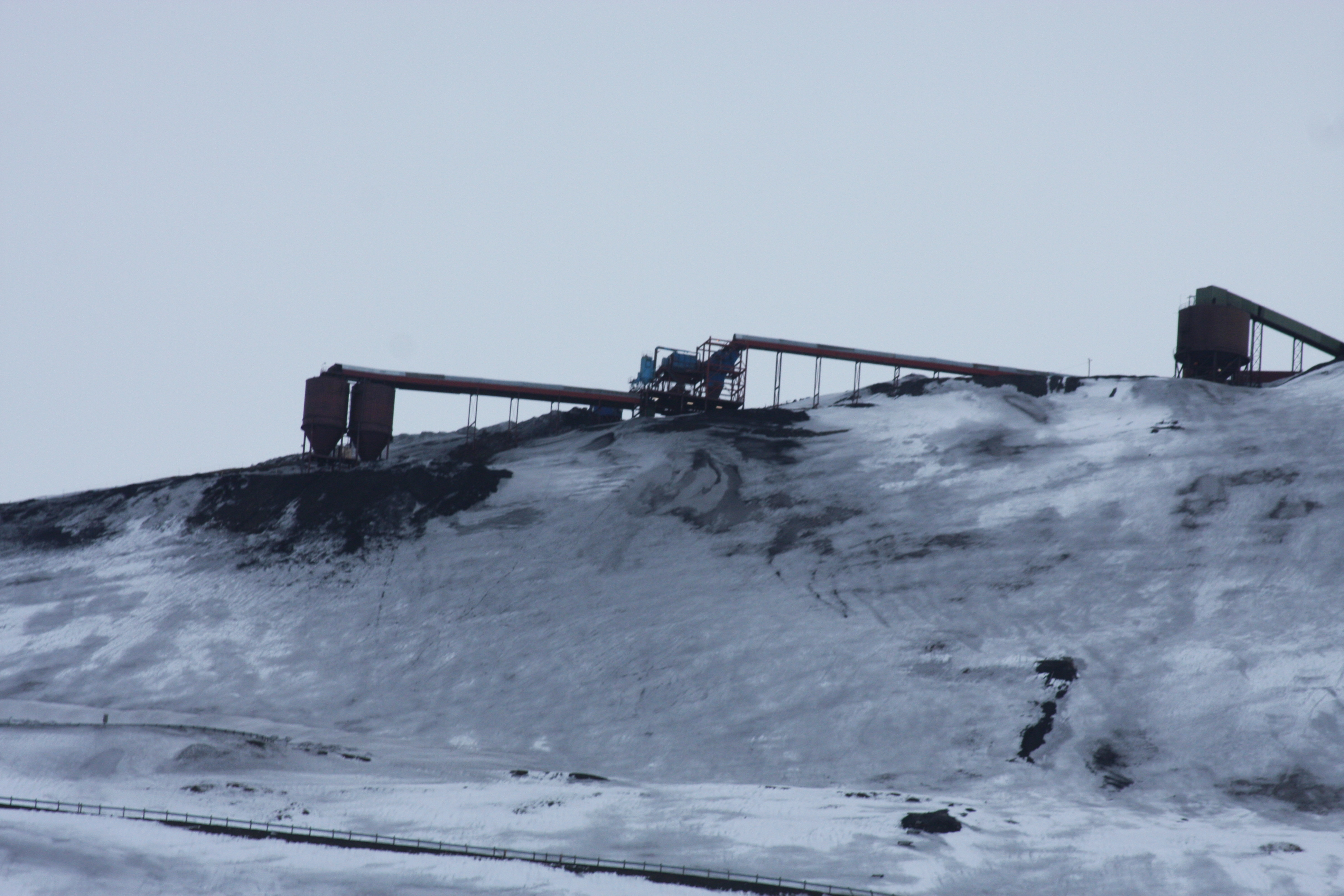
Daganläggningen för Gruve 7

Gruve 7 är en kolgruva på 390 meters höjd i fjället Bolternosa på Adventdalens södra sida mellan Bolterdalen och Foxdalen, utanför Longyearbyen på Spetsbergen i Svalbard. Den drivs av Store Norske Spitsbergen Kulkompani A/S. Berget ovanför kallas Gruve 7-fjellet, och där ligger Eiscat Svalbard Radar-anläggningen och Kjell Henriksen-observatoriet.
Tillredning av gruvan skedde 1966–1972, och driften kom igång 1973. Det var en mekaniserad utvinning från 1975/76 och sedan omkring 1993 en kontinuerlig utvinning enligt rum och pelaremetoden. Produktionen stoppades hösten 1978 för att återupptas hösten 1981 efter förbättring av gruvans transportsystem. Gruve 7 har en årsproduktion på 85.000 ton, varav 25.000 ton används i Longyear Energiverk och resten skeppas ut till kemisk industri i Europa via via Store Norskes hamnanläggning på Hotellneset.
Kolet i Gruve 7 tillhör den så kallade Longyearflötsen och är från äldre tertiär period (för 60–65 miljoner år sedan). Flötsen är 1,40–1,60 meter tjock. 
År 1988 drabbades gruvan av en hotande brand. Driften i Gruve 7 stoppades den 24 maj, då det brann i ett område som brutits omkring fem kilometer från gruvans öppning. Brandområdet förseglades genom igenmurning av öppningen mot brandområdet och därefter fylldes denna med vatten. Brytningen återupptogs i november samma år.
För Gruve 7 förlängdes inte kabelbanan, som gått till Gruve 5 och Gruve 6 i Adventdalen. Kolfrakterna gick först med bil till kabelbanan för Gruve 6, och senare med bil hela vägen till Longyearbyen, respektive Hotellnesets utskeppningshamn.
Gruvan producerar fortfarande kol och år 2022 beslöt bolaget att fortsätta produktionen till sommaren 2025.

## Fotogalleri

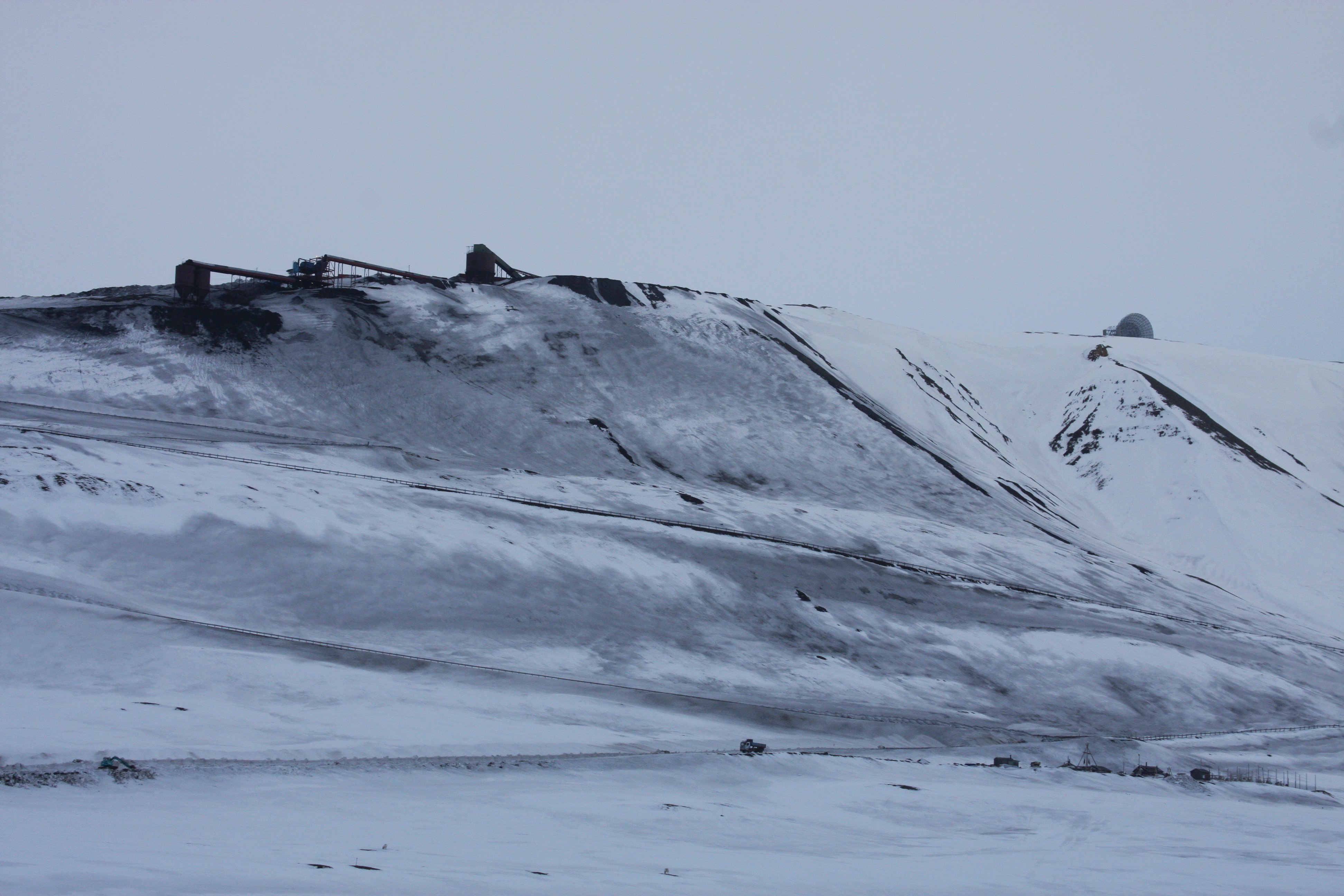
Gruve 7 och Adventdalen
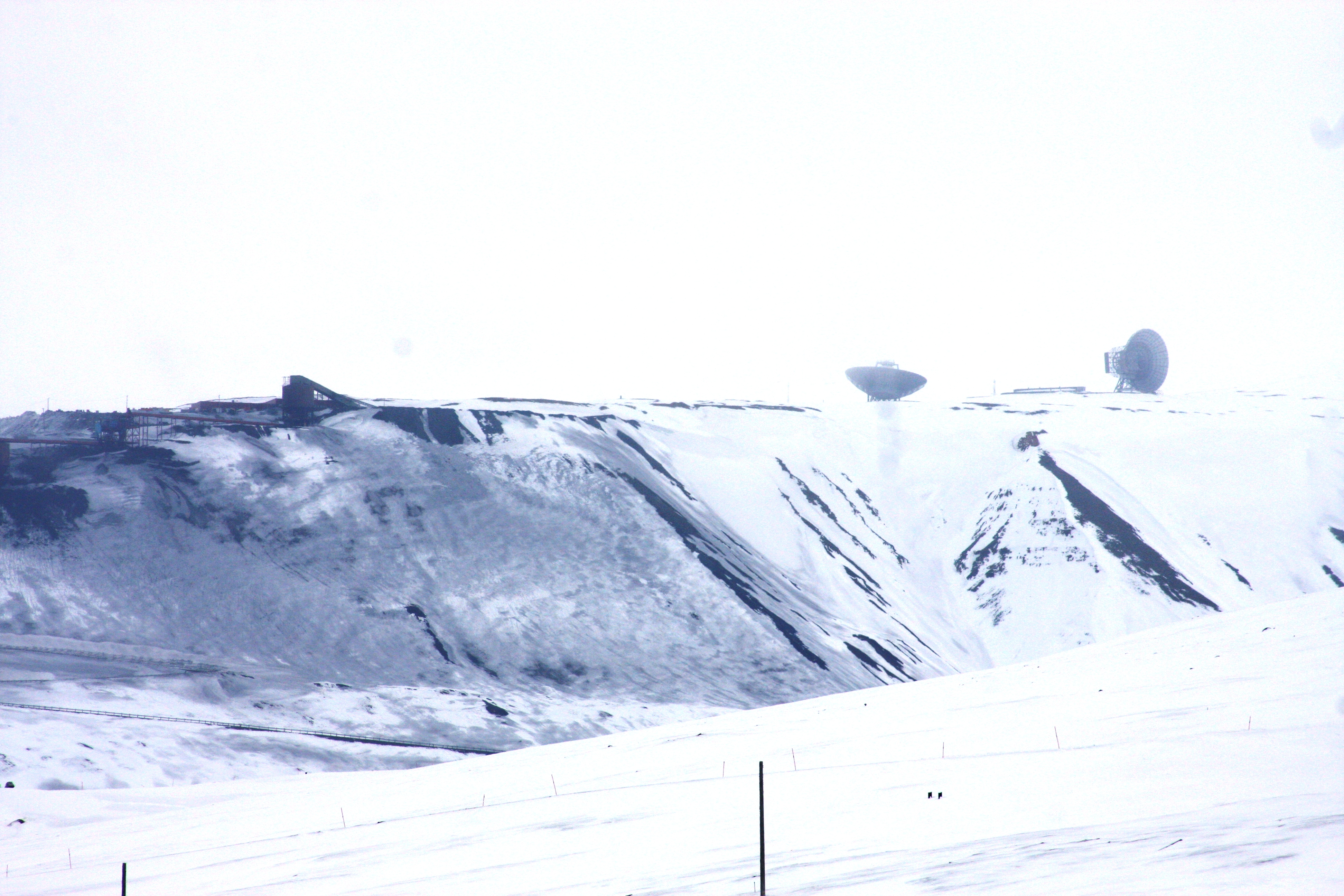
Gruve 7-fjellet med Eiscats radarantenner
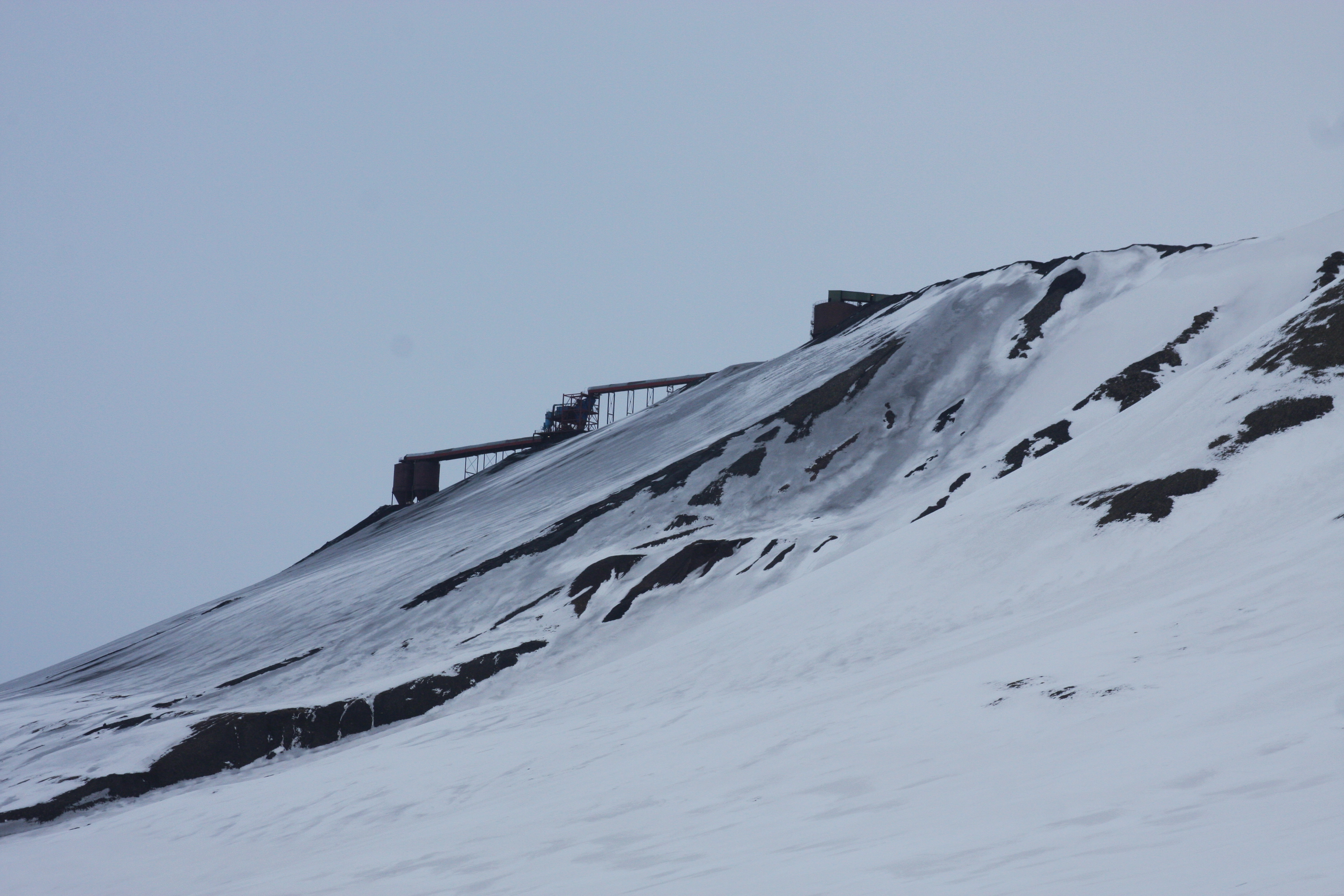
Gruve 7 sedd från Bolterdalen